# Chinchón

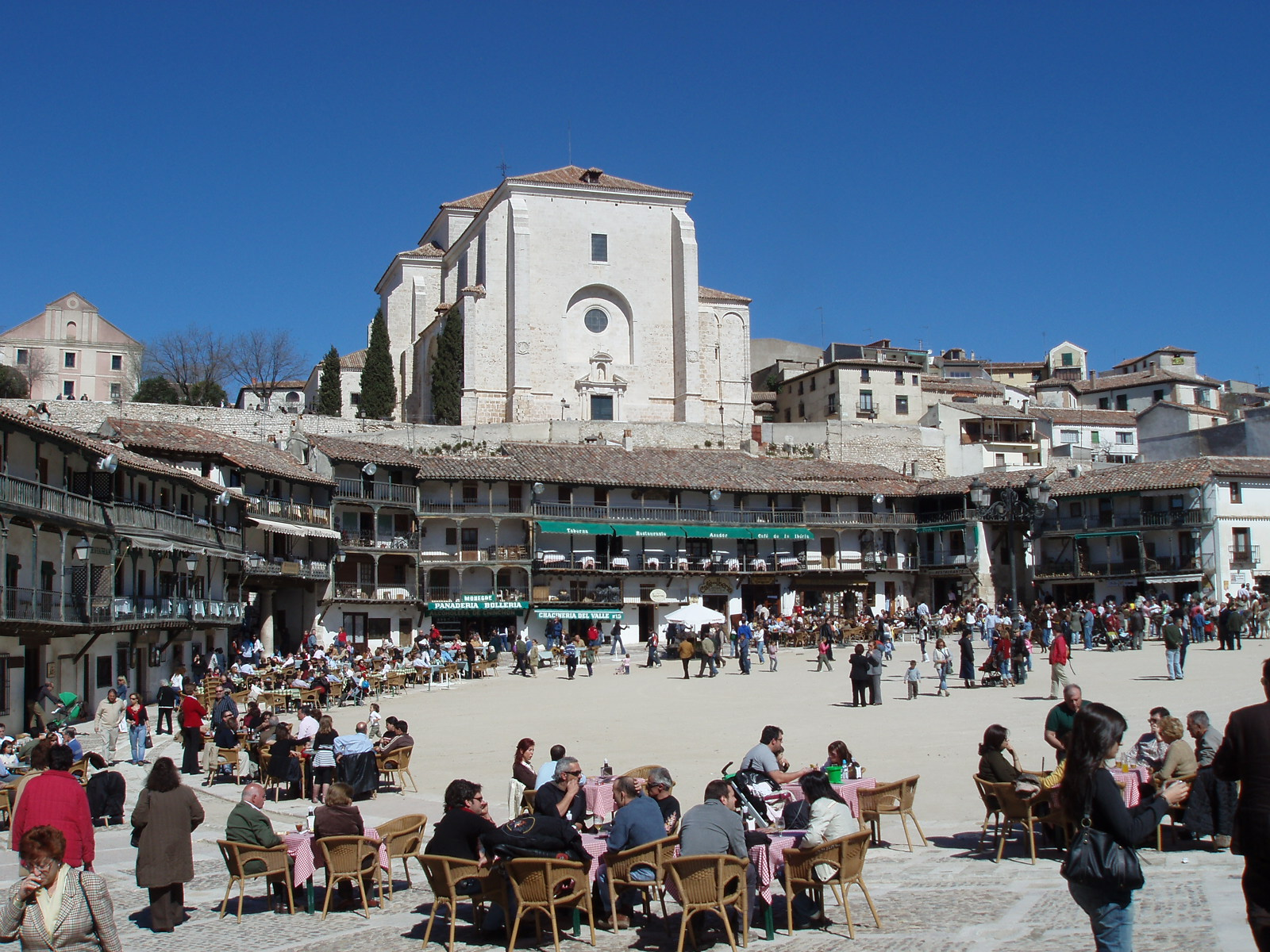
Plaza Mayor i Chinchón.

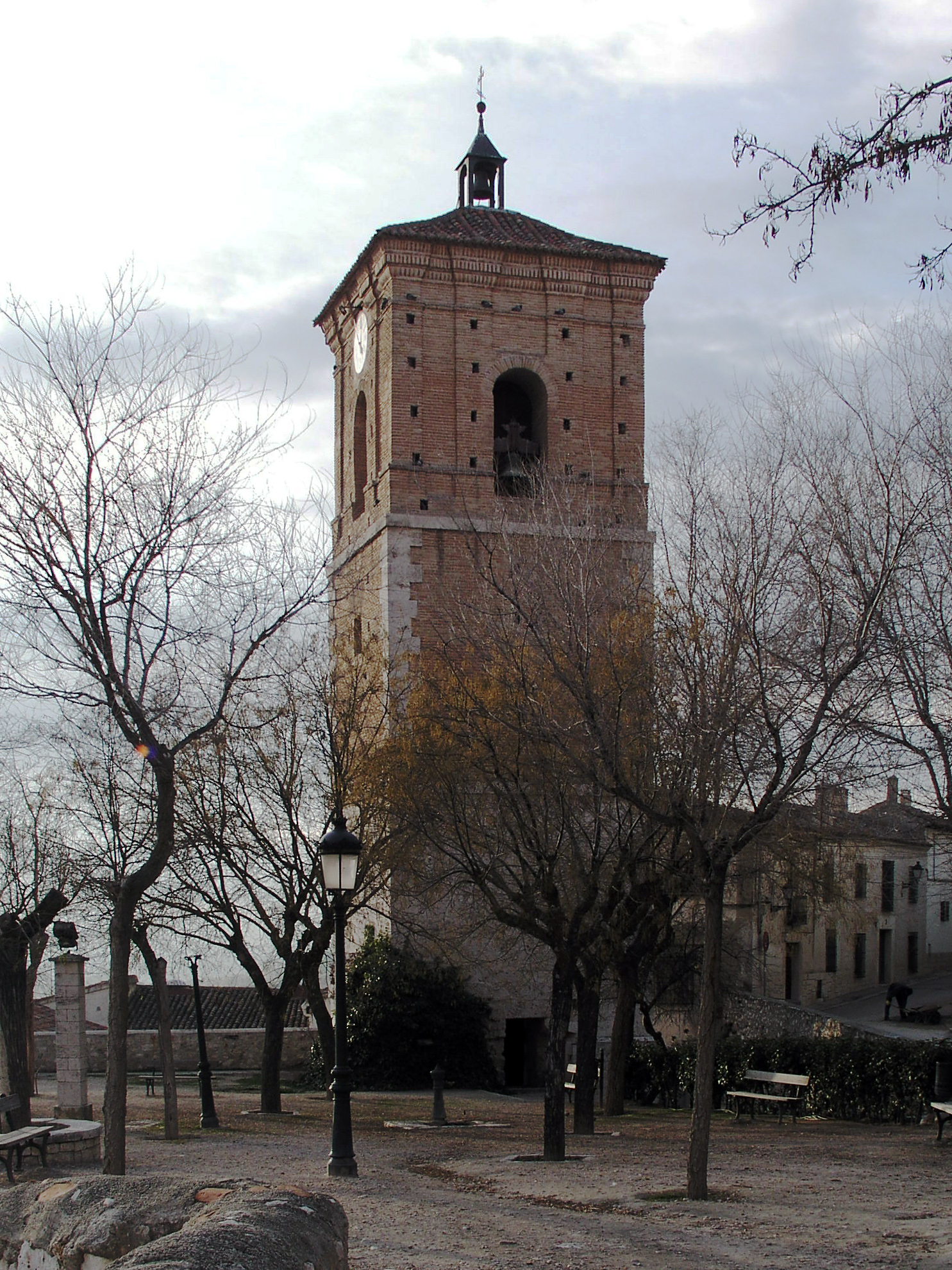
Torre del Reloj.

Chinchón (spanskt uttal: [tʃinˈtʃon]) är en småstad och kommun i den autonoma regionen Madrid i centrala Spanien. Staden ligger cirka 39 kilometer sydost om centrala Madrid. Kommunen har 5 818 invånare (2024), på en yta av 115,91 km². Chinchón tillhör comarcan Las Vegas.

## Geografi
Chinchón ligger mitt i dalgången för Tajo-Jarama. Naturen är mycket påverkad av människan, som under seklernas gång har format om landskapet till sin fördel. Landskapstyperna i Chinchón kan delas in i fyra bastyper, som alla är rika på såväl flora som fauna: skogsdungar och flodbäddar i botten av dalen, sluttningar i gips, torra områden och mark i träda, och våtområden.
Placeringen av Chinchón mellan bergstoppar med hedområden och Tajuñas bördiga lagområden har sin förklaring. Staden ligger på en kulle, enkel att försvara från slättområdena genom vilka traditionella kommunikationsleder går. Det finns rikligt med vatten som rinner upp i källor vid gränsen till slätten, och dess geografiska belägenhet garanterar skugga på sommaren och lä på vintern.

## Kultur
Staden Chinchón håller sina traditioner levande och erbjuder besökande ett antal kulturella festligheter. Under påskveckan deltar mer än 250 invånare i Chinchón i ett skådespel över passionsdramat. Denna teaterföreställning, som började som en enkel tradition, har vuxit till en av de största återkommande manifestationer som firas i staden. Vid ett antal stationer visas olika scener ur Jesu liv.
Chinchón firar sitt skyddshelgon sista veckan i augusti. Staden är känd för tillverkning av aniskryddat brännvin, och har även gett namn åt kinin genom vistelsen i Peru av grevinnan av Chinchón.

## Sevärdheter
Plaza Mayor: Plaza Mayor i Chinchón är ett typiskt medeltida torg. De första husen med balkonger och stödpelare byggdes under 1400-talet. Torget var helt kringbyggt vid 1600-talet. Det har en oregelbunden form och en enkel form, klar, ordnad och hierarkisk. Byggnaderna är i tre våningar, med infällda affärslokaler och 234 balkonger av trä, stödda av pelare. Sedan torget byggdes har otaliga aktiviteter ägt rum där: kungliga fester, proklamationer, skådespel, tjurfäktningar, avrättningar, religiösa, politiska och militära aktiviteter, filminspelningar etc. En av de mera kända filminspelningarna var Jorden runt på 80 dagar.
Iglesia de Nuestra Señora de la Asunción: Uppförandet av kyrkan påbörjades 1534 som en byggnad i gotisk arkitektur, under ledning av Alonso de Cobarrubias, och det slutfördes 1626, efter att ha bygget hade stått till under 48 år. 1808 brände franska trupper kyrkan, som blev restaurerad 20 år sedan. Den nuvarande kyrkan kombinerar stilarna gotik, plateresk (spansk arkitektonisk stil som kombinerar mudejar och flamboyant), renässans och barock.
Torre del Reloj: Detta torn var en del av den gamla kyrkan Iglesia de Nuestra Señora de Gracia, konstruerad under 1400-talet. Tornet restaurerades lång tid efter att fransmännen hade förstört byggnaden, men inte kyrkan, som med tiden har blivit helt begravd. Av detta har kommit ett talesätt att "Chinchón har ett torn utan kyrka och en kyrka utan torn", eftersom nuvarande kyrkan saknar detta.
Castillo de Chinchón: Byggnad från andra hälften av 1500-talet. Dess sista användning var under 1900-talet som spritfabrik.
Convento de San Agustín: härbärgerar för närvarande "Parador Nacional de Turismo de Chinchón", efter att ha blivit rekonstruerat och restaurerat 1982 av arkitekten Juan de Palazuelo och sedan av kommunen donerat till staten.
Convento de las Clarisas: grundades 1653 av den femte hertigen av Chinchón, Francisco Faustino Fernández de Cabrera y Bobadilla.

## Kommunikationer
Från Madrid kan man komma till Chinchón via A-3 och ta av på M-307, strax före Arganda del Rey. Därifrån ansluter landsvägen M-311 och sedan M-313 till Chinchón. Man kan också nå staden via A-4, och ta avtagsvägen M-404, strax efter Valdemoro, som går via Ciempozuelos och Titulcia till Chinchón. Det går även utmärkta kollektiva bussförbindelser mellan Chinchón och Madrid.